# Dikasterij za komunikaciju
Dikasterij za komunikaciju (lat. Dicasterium pro communicatione) je dikasterij Rimske kurije koji je osnovao papa Franjo 27. lipnja 2015. godine. Dikasterij je potvrđen i apostolskom konstitucijom o Rimskoj kuriji Praedicate Evangelium od 19. ožujka 2022.

## Povijest
Dikasterij je 27. lipnja 2015., prvotno kao Tajništvo za komunikaciju, utemeljio papa Franjo apostolskim pismom, u obliku motuproprija, L'attuale contesto comunicativo.
Statut je proglašen 6. rujna 2016., a na snagu je stupio 1. listopada iste godine.
Dana 23. lipnja 2018. dobio je današnji naziv.
Dikasterij je potvrđen reformom Rimske kurije koju je proveo papa Franjo apostolskom konstitucijom Praedicate Evangelium od 19. ožujka 2022. godine.

## Zadaci
Dikasterij za komunikaciju Svete Stolice podijeljen je u pet uprava: uprava za opće poslove, uprava za uredništvo, uprava tiskovnog ureda Svete Stolice, uprava za tehnologiju i uprava za teologiju i pastoral.
Novom dikasteriju Rimske kurije povjerena je zadaća cjelokupnog preustroja, kroz proces reorganizacije i spajanja, "svih stvarnosti koje su se do sada na razne načine bavile komunikacijom" pri Svetoj Stolici, kako bi "sve bolje odgovarao potrebama poslanja Crkve". Stvarnosti koje su bile uključene u ovaj proces su:
- Papinsko vijeće za društvene komunikacije;
- Tipografia poliglotta vaticana;
- Libreria editrice vaticana (LEV);
- L'Osservatore Romano;
- Servizio Fotografico;
- Radio Vatikan;
- Tiskovni ured Svete Stolice;
- Centro Televisivo Vaticano (CTV).

Dana 1. siječnja 2019. godine završen je proces spajanja svih vatikanskih medija u jedan Dikasterij za komunikaciju, a zajedničko ime koje ih okuplja je Vatican Media.

## Kronologija uprave

### Prefekti/e
- Dario Edoardo Viganò (27. lipnja 2015. – 21. ožujka 2018.)
- Paolo Ruffini (5. srpnja 2018. - do danas)

### Tajnici/e
- Lucio Adrian Ruiz, od 27. lipnja 2015.

### Direktori redakcije
- Andrea Tornielli, od 18. prosinca 2018.

### Procjenitelji
- Dario Edoardo Viganò (21. ožujka 2018. – 31. kolovoza 2019. imenovan prorektorom Papinske akademije znanosti i Papinske akademije društvenih znanosti)

### Crkveni pomoćnici
- Luigi Maria Epicoco, od 16. lipnja 2021.